# Großer Pyhrgas
Il Großer Pyhrgas (2.244 m s.l.m.) è una montagna delle Alpi dell'Ennstal nelle Alpi Settentrionali di Stiria. È la montagna più alta dell'Haller Mauern.
Si trova in Austria lungo la linea di confine tra la Stiria e l'Alta Austria.